# Salamsari (Kedu)
Salamsari is een bestuurslaag in het regentschap Temanggung van de provincie Midden-Java, Indonesië. Salamsari telt 1575 inwoners (volkstelling 2010).